# Chó sục Lucas
Chó sục Lucas là một giống chó có kích thươc nhỏ thuộc loại chó sục, có nguồn gốc ở Anh vào cuối những năm 1940. Giống chó này được đặt tên bởi Jocelyn Lucas, Tòng nam tước thứ 4 và tất cả các loài chó sục Lucas sống ở Anh đều có thể truy ngược về tổ tiên của chúng về một số lượng nhỏ chó sục Lucas nguyên thủy của mình.

## Ngoại hình
Chó sục Lucas là một loại chó sục mạnh mẽ, có một thân hình đối xứng, đóng vai trò là một giống chó làm việc giống như Chó Ilmer Sealyham kiểu cũ, được tạo ra chỉ bằng cách lai giống một con chó sục Lucas hiện đại với một con chó sục Norfolk hoặc với một con chó sục Sealyham nhỏ. Một con chó sục Norfolk thế hệ sau cùng giao phối với một con chó sục Sealyham cũng trong những con thế hệ sau cùng không sản sinh ra một con chó sục Lucas bởi vì nó sẽ không theo dòng dõi nguồn gốc của chó sục Lucas. Tất cả chó sục Lucas thực sự đều có mối liên hệ trực tiếp với giống chó sục Lucas của cơ sở Chăm sóc Chó Ilmer, có nguồn gốc là của Jocelyn Lucas. Loài chó sục Lucas được sinh ra chủ yếu vì tính cách của nó và đóng vai trò như một người bạn trung thành với chủ. Chính vì thế, giống chó này cần phải thân thiện, không có khuynh hướng hung hăng đối với con người hoặc những con chó khác và không sợ hãi hay lo lắng, trong khi giữ lại những đặc điểm thông thường của giống chó sục. Bộ lông giống chó này cần phải khá xù xì, chịu được thời tiết và có độ dài trung bình, nó có thể có màu hoặc trắng, nhưng phần lớn là màu vàng nâu, đen và vàng-nâu hoặc màu yên ngựa và vàng-nâu. Chó đực loại này thông thường có cân nặng nằm trong khoảng từ 14 đến 20 lbs (6 đến 9 kg) và chó cái thì có cân nặng trong khoảng từ 11 đến 17 lbs (trong khoảng từ 5 đến 8 kg).